# Плотниковское сельское поселение (Волгоградская область)
Пло́тниковское се́льское поселе́ние — муниципальное образование в Даниловском районе Волгоградской области.
Административный центр — хутор Плотников 1-й.

## История
Плотниковское сельское поселение образовано 22 декабря 2004 года в соответствии с Законом Волгоградской области № 1058-ОД.

## Население
| 2010 | 2012  | 2013  | 2014  | 2015  | 2016  | 2017  |
| ---- | ----- | ----- | ----- | ----- | ----- | ----- |
| 1216 | ↘1174 | ↘1153 | ↘1095 | ↘1093 | ↘1058 | ↘1019 |
| 2018 | 2019  | 2020  | 2021  |       |       |       |
| ↘986 | ↘976  | ↘949  | ↘948  |       |       |       |

## Состав сельского поселения
| № | Населённый пункт | Тип населённого пункта        | Население |
| - | ---------------- | ----------------------------- | --------- |
| 1 | Бобры            | хутор                         | 226       |
| 2 | Заплавка         | село                          | 181       |
| 3 | Плотников 1-й    | хутор, административный центр | 809       |